# Marie-Louis-Nicolas Pincepré de Buire
Marie-Louis-Nicolas Pincepré, seigneur de Buire (15 février 1730 à Péronne - 23 avril 1816 à Paris), est un militaire et homme politique français, député aux États généraux de 1789.

## Biographie
Propriétaire à Buire-Courcelles dont il fut seigneur. Il appartint aux armées du roi sous l'Ancien Régime.
Il fut élu député du tiers aux États généraux par le bailliage de Péronne, Roye et Montdidier, le 3 avril 1789. Il fit partie de la majorité de l'Assemblée constituante et fit partie du comité des subsistances. Il quitta la vie politique après la session.